# Ricky Pinheiro
Ricky Pinheiro (* 1. Februar 1989 in Kaiserslautern) ist ein portugiesischer Fußballspieler, der seit Sommer 2019 für den SV Morlautern spielt.

## Karriere
Pinheiro kam im Alter von vier Jahren zum 1. FC Kaiserslautern und durchlief sämtliche Nachwuchsteams bis in die A-Jugend. In der Saison 2007/08 wurde er als 19-Jähriger erstmals in der zweiten Mannschaft der Pfälzer in der Oberliga Südwest eingesetzt. Weitere vier Einsätze als Einwechselspieler folgten noch in derselben Saison, welche die Mannschaft als Tabellenzweiter beendete und sich damit für die neu zusammengestellte Regionalliga West qualifizierte.
In der folgenden Spielzeit gehörte der offensive Mittelfeldspieler schon fest zur zweiten Mannschaft und schoss am dritten Spieltag sein erstes Tor für die Zweite. Nur wenige Wochen später stand Pinheiro dann erstmals bei einem Zweitligaspiel der „Roten Teufel“ auf dem Platz.
In der Rückrunde der Saison 2009/10 spielte Pinheiro auf Leihbasis beim VfL Osnabrück. In den ersten Spielen kam er dort auch häufig zum Einsatz, im Saisonendspurt kam er aber kaum noch zum Zug. Deshalb verzichtete der VfL auch auf eine Verlängerung der Ausleihe und auch Trainer Marco Kurz berücksichtigte den Rückkehrer nicht für den Erstligakader der Kaiserslauterer. Deshalb trainierte Pinheiro in der Saison 2010/11 lediglich mit der Regionalligamannschaft der Pfälzer. Nach Ablauf seines Vertrags im Sommer 2011 war er vereinslos.
Ende Januar 2012 wurde Pinheiro vom Südwest-Oberligisten Borussia Neunkirchen verpflichtet. Sein Vertrag dort wurde aber nach nur einem absolvierten Spiel Pinheiros wieder aufgelöst.
Im Sommer 2012 wechselte Ricky Pinheiro zum KSV Hessen Kassel in die Regionalliga. Am 10. August 2012 debütierte er unter Trainer Uwe Wolf im Spiel gegen den SV Waldhof Mannheim dann für den KSV. Nach nur einem Jahr löste der Verein den Vertrag bei noch einem Jahr Restlaufzeit auf Wunsch Pinheiros auf.
Am 22. Juli 2013 gab der 1. FC Kaiserslautern die Verpflichtung Pinheiros für die Amateurmannschaft bekannt. Nach 17 Spielen und zwei Toren für die Lauterer Reserve in der Hinrunde 2013/14 verpflichtete ihn im Januar 2014 der Drittligist SV Elversberg. Mit der Sportvereinigung stieg er am Saisonende in die Regionalliga ab. Im Sommer 2015 verpflichtete ihn der Regionalligist VfR Wormatia Worms. Zur Saison 2018/19 wechselte Pinheiro zu FK Pirmasens und erzielte dort in 31 Ligaspielen sechs Treffer. Seit dem 1. Juli 2019 spielt Pinheiro für den SV Morlautern in der Verbandsliga Südwest.